# Cuatro Lobos
Banda Cuatro Lobos es una banda de rock chilena compuesta por los exintegrantes de la última formación de Banda 69. Su estilo musical se basa en una mezcla entre el rock, rockabilly con elementos de blues.

## Integrantes
| Nombre          | Aportes                             |
| --------------- | ----------------------------------- |
| Rob Karamazov   | - Vocalista - Guitarra - Compositor |
| Jaime Macaya    | - Bajo - Coros - Arreglista         |
| Jero Acevedo    | - Batería - Percusiones - Letrista  |
| Ricardo Ringler | - Teclados - Coros - Arreglista     |